# Cases al carrer Santa Marina, 34-40 (Valls)
Les cases al carrer Santa Marina, 34-40 són uns edificis amb elements barrocs de Valls (Alt Camp) protegits com a Bé Cultural d'Interès Local.

## Descripció
Edificis situats a la cantonada entre el carrer Santa Marina i el carrer Sant Francesc. Es traca d'un conjunt de cases, de quatre altures, planta baixa i tres pisos. Es caracteritzen pel seu estat d'abandonament i per la disposició de llindes de fusta en els portals d'accés. Algunes obertures del darrer pis presenten formes d'arc rebaixat, semitapiades, amb l'obertura de finestres noves de caràcter quadrangular.